# Laurentophryne parkeri
Laurentophryne parkeri – afrykański gatunek płaza z rodziny ropuchowatych (Bufonidae); jedyny przedstawiciel rodzaju Laurentophryne.

## Występowanie
Zwierzę to występuje jedynie w Demokratycznej Republice Konga, co więcej – tylko w jednym miejscu na terenie tego afrykańskiego kraju: w Kiandjo w górach Itombwe na wysokości 1850–1950 metrów n.p.m., niedaleko granicy z Burundi, może więc być nazwane endemitem.
Płaz ten prowadzi lądowy tryb życia w górskich lasach.

## Status
Obecnie nie prowadzi się badań mogących przybliżyć liczebność gatunku, nie wiadomo nawet, czy zmniejsza się ona, jak to ma miejsce w przypadku wielu innych płazów.
Prawdopodobnie gatunek jest zagrożony. Niebezpieczne mogą się dla niego okazać rozwój rolnictwa i infrastruktury, a także deforestacja.